# Joeri Pen
Jehoeda "Joeri" Pen (Jiddisch: יודל פּען - Yudl Pen) (Novoaleksandrovsk, 5 juni 1854 - Vitebsk, 1 maart 1937) was een Litouws kunstschilder van Joodse herkomst. Hij was de leermeester van een groot aantal Joodse kunstenaars, waaronder Marc Chagall.

## Leven en werk
Pens tekentalent werd al vroeg ontdekt en in 1867 ging hij in de leer bij een lokale kunstschilder te Dźwińsk. In 1879 trok hij naar Sint-Petersburg, maar hij werd daar geweerd van de kunstacademie omdat hij het Russisch onvoldoende machtig was. 
Van 1882 tot 1886 studeerde hij in het atelier van Pavel Tsjistjakov; een leraar, die veel leerlingen had, die later zouden behoren tot de trekkers (Peredvizjniki). Hij werd dan ook zeer geïnspireerd door de schilders van de Peredvizjniki en had grote bewondering voor Ilja Repin, die in Vitebsk een zomerhuis bezat.
Na 1886 keerde hij terug naar Litouwen, naar Riga, en opende daar een atelier. 
Pen werd later door de gouverneur van oblast Vitebsk, gevraagd daar te komen wonen aangezien hij Pen, na het zien van zijn werk, niet meer wilde laten vertrekken. Hij kreeg een groot appartement, een gegarandeerd inkomen en een pensioen. Hij werd de Repin van Vitebsk genoemd. .
Als kunstschilder legde hij het authentieke Jiddische leven vast in een realistische stijl, met modernistische tendensen die soms doen denken aan het expressionisme. Hij maakte vooral genrewerken en portretten, na 1910 vaak met symbolische Joods-orthodoxe elementen. Zijn werk wordt geprezen om de psychologische diepgang.
In 1896 startte hij zijn eerste Joodse privéschool in Vitebsk.
Een les kostte een roebel, contant te betalen; tenzij je ook dat niet kon missen. Hij nam de leerlingen mee om de houten boerenhuizen en de dieren op het erf te schilderen. 
Pen zou een groot aantal belangrijke Joodse kunstenaars opleiden, waaronder Ilja Masel, Jefim Minin, Marc Chagall, Ossip Zadkine en El Lissitzky.
Pen kon ook na de Russische Revolutie gewoon doorgaan met werken en met het opleiden van Joodse kunstenaars. In 1937 werd hij onder nooit opgehelderde omstandigheden vermoord in zijn eigen huis te Vitebsk, 82 jaar oud.
Diverse van Pens werken zijn thans te zien in het Museum voor Moderne Kunst te Vitebsk en in het het Wit-Russisch Nationaal Kunstmuseum te Minsk.

## Galerij

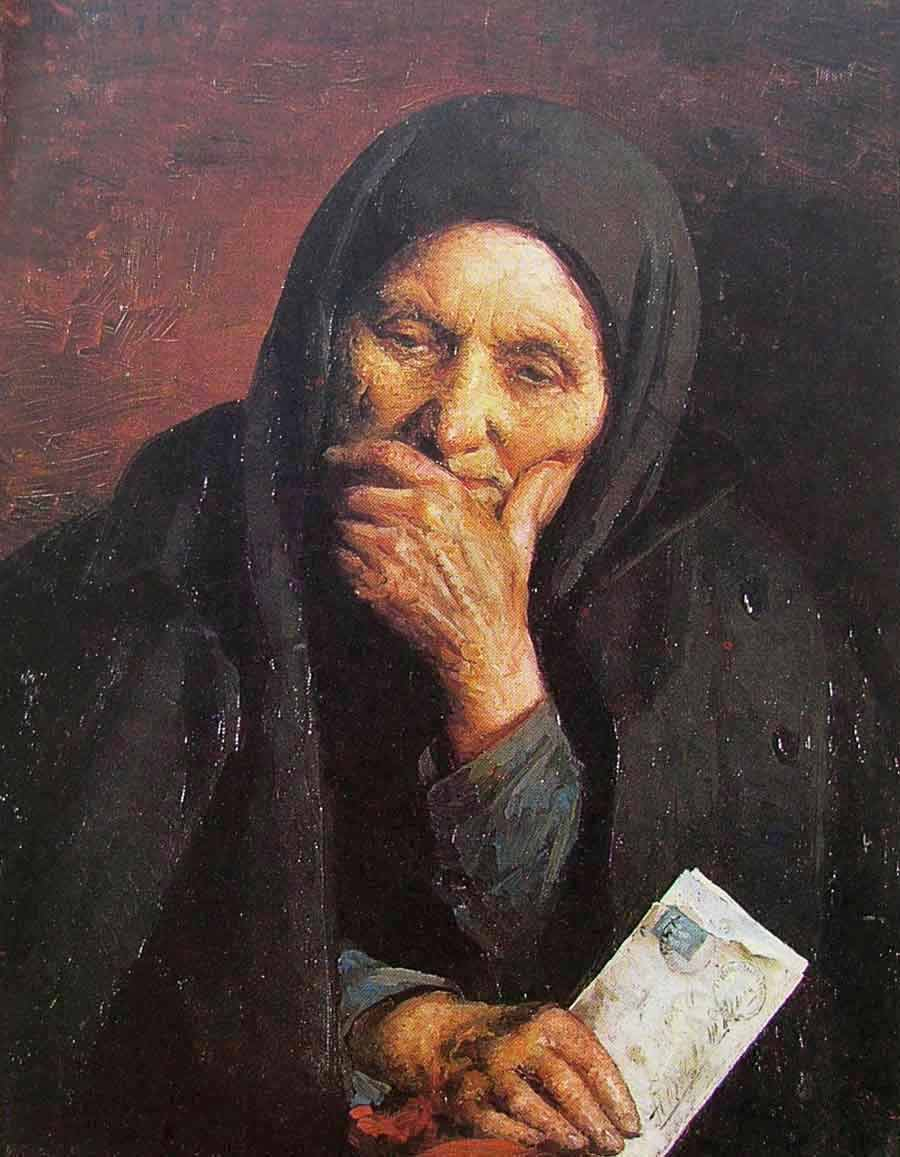
Brief uit Amerika
Oude kleermaker
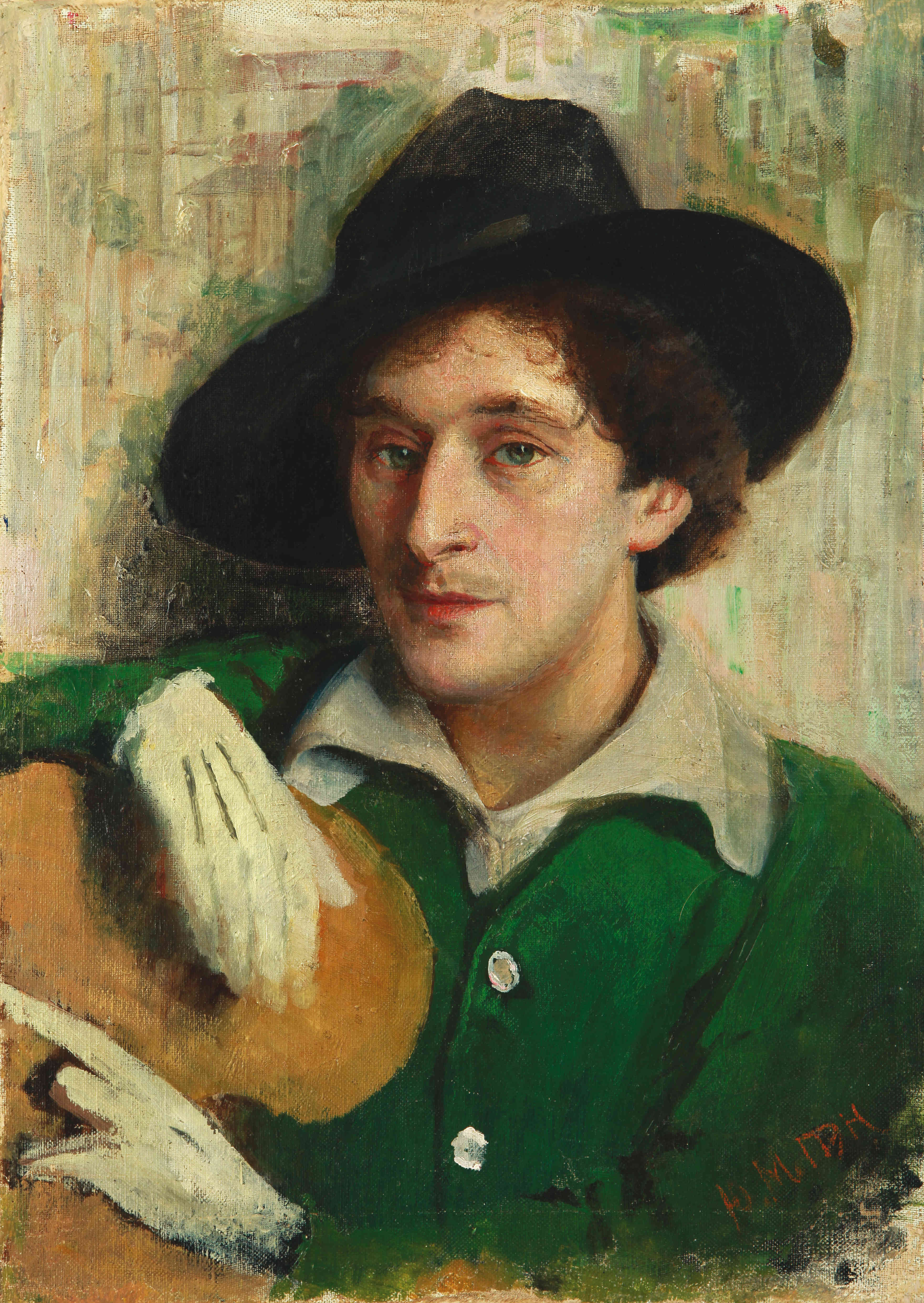
Portret van Marc Chagall
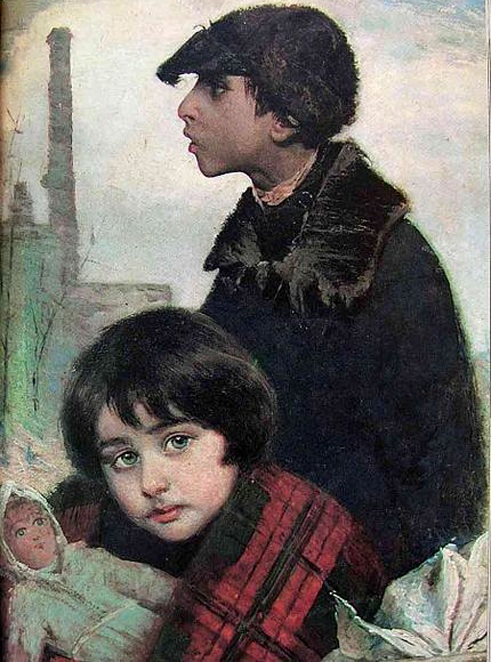
Jongen en meisje
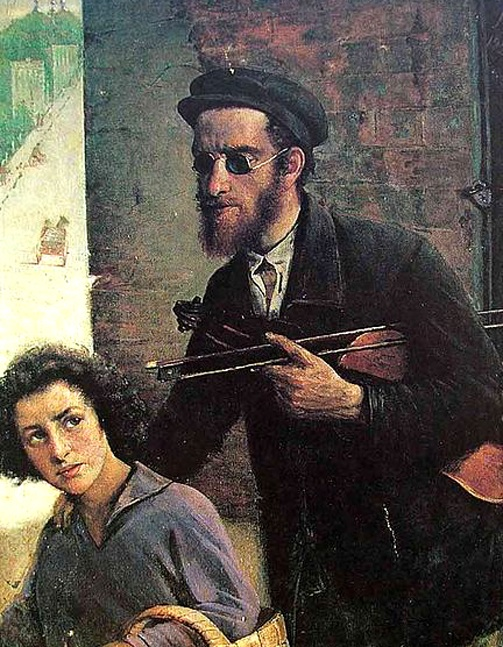
De blinde violist
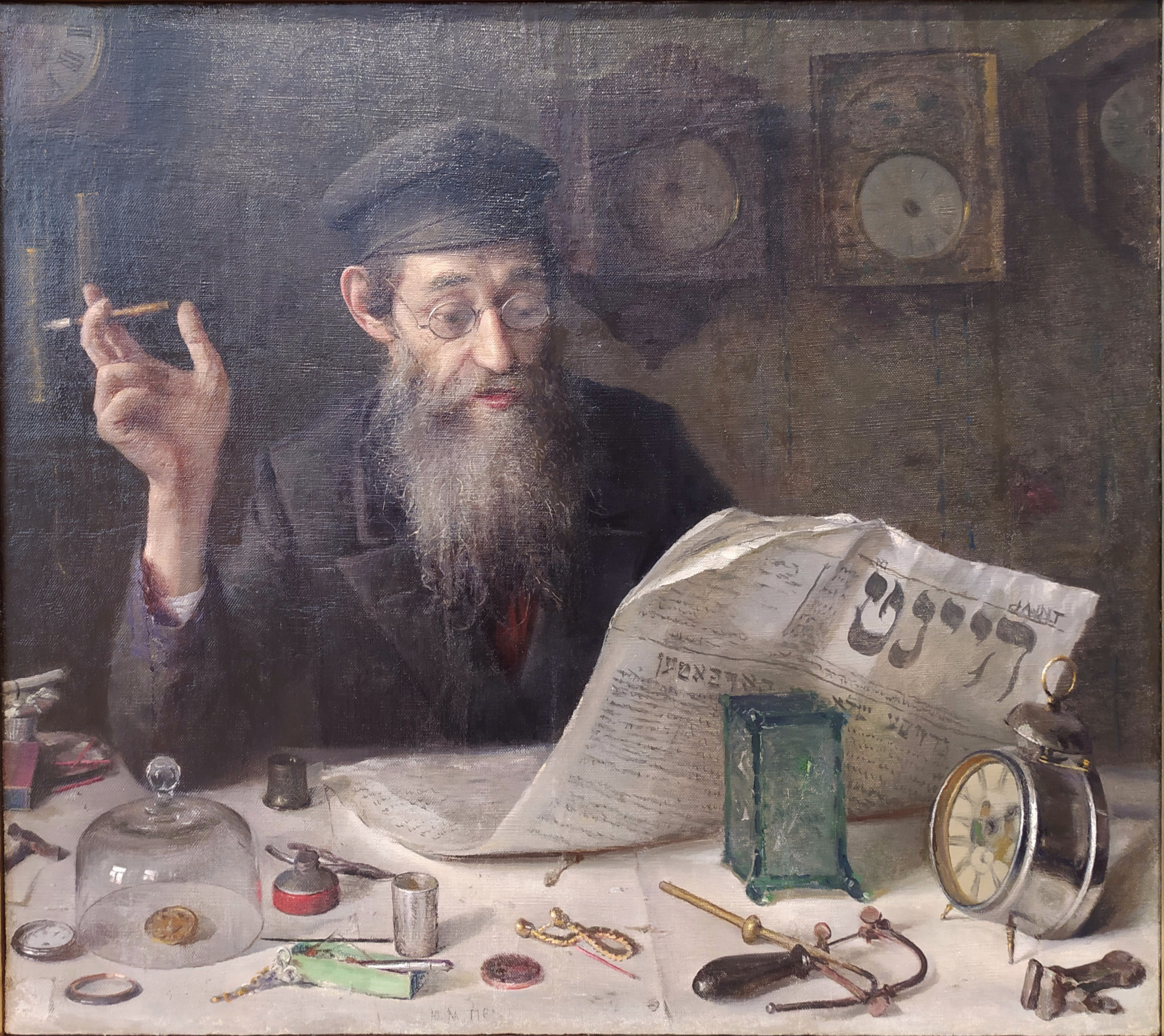
Klokmaker
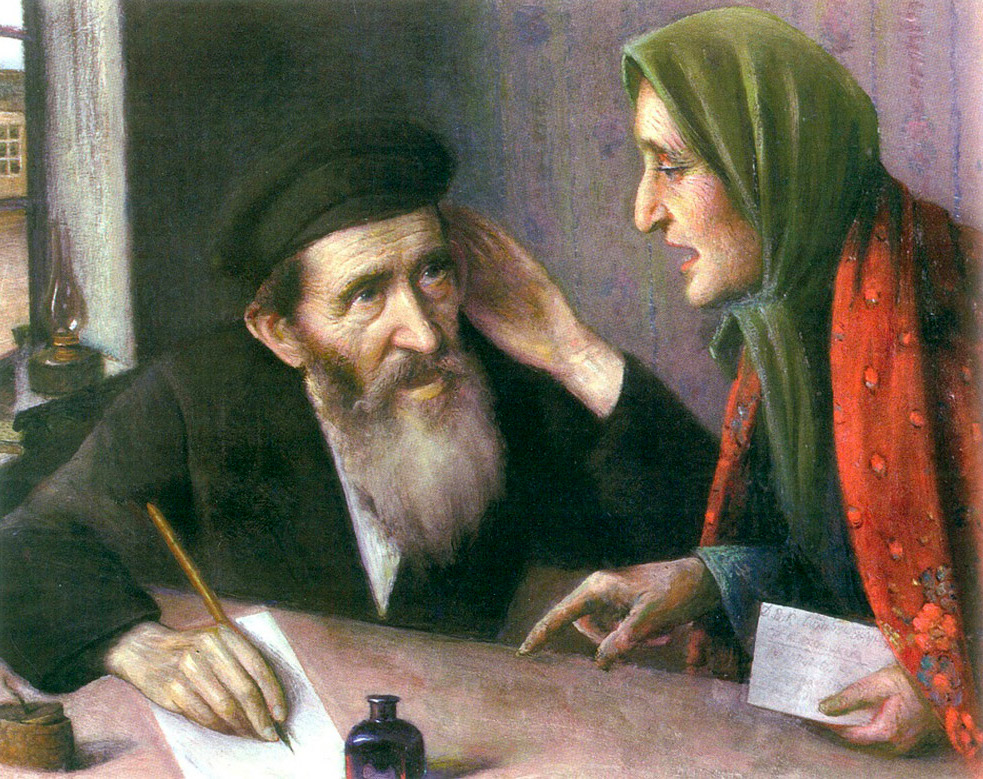
Petitie ondertekenen
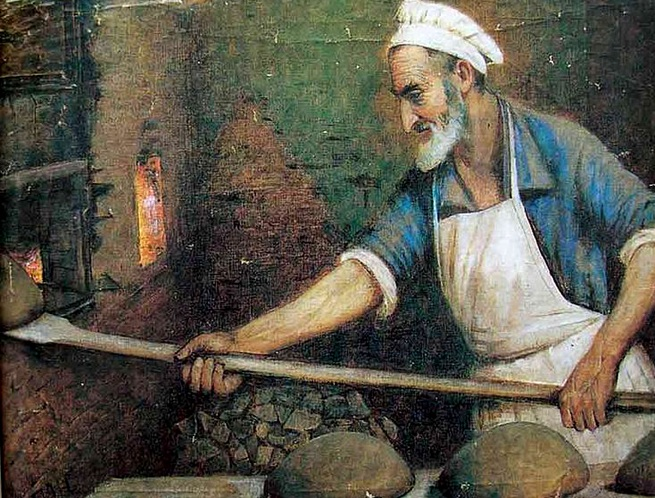
De bakker
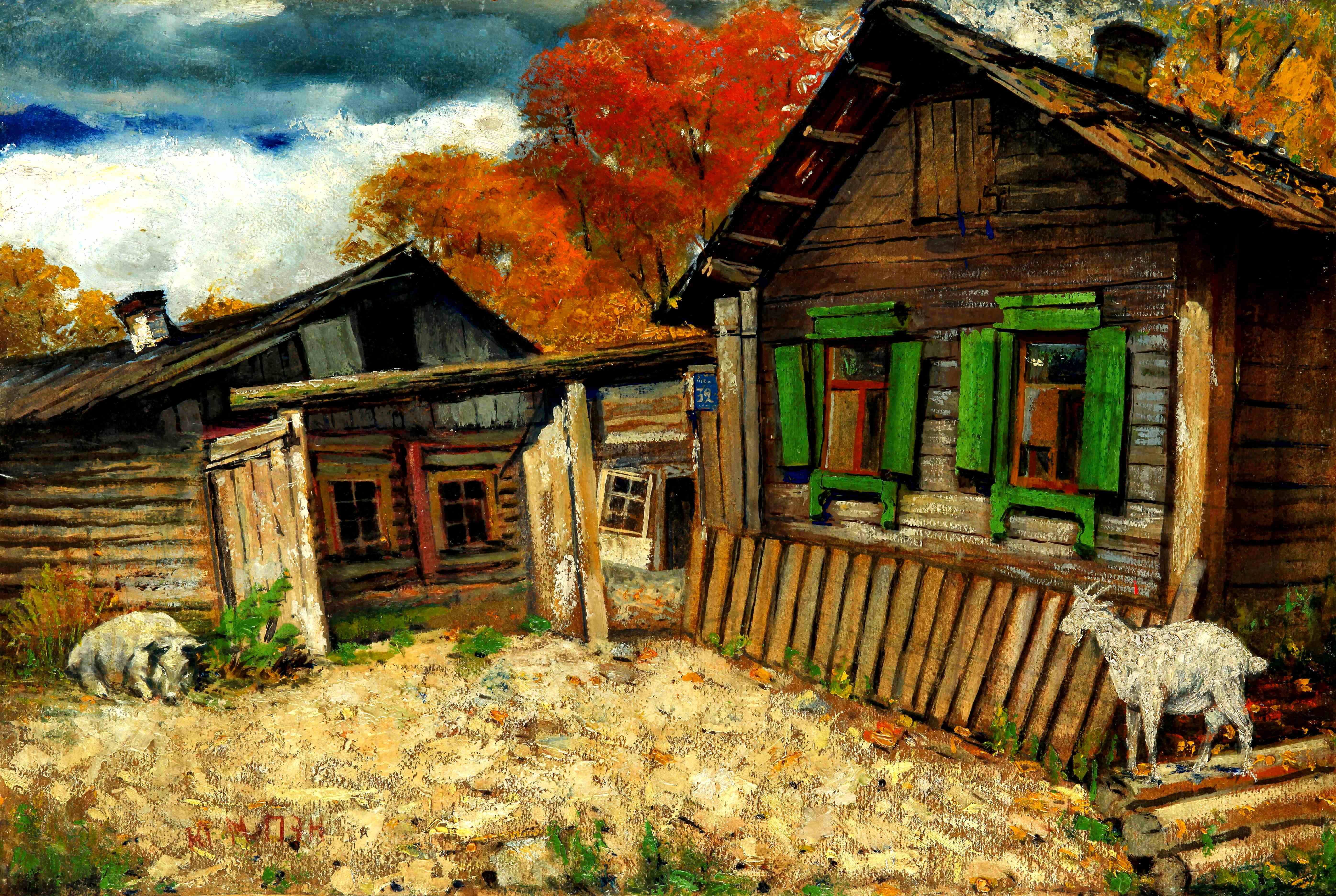
Huis met een geit
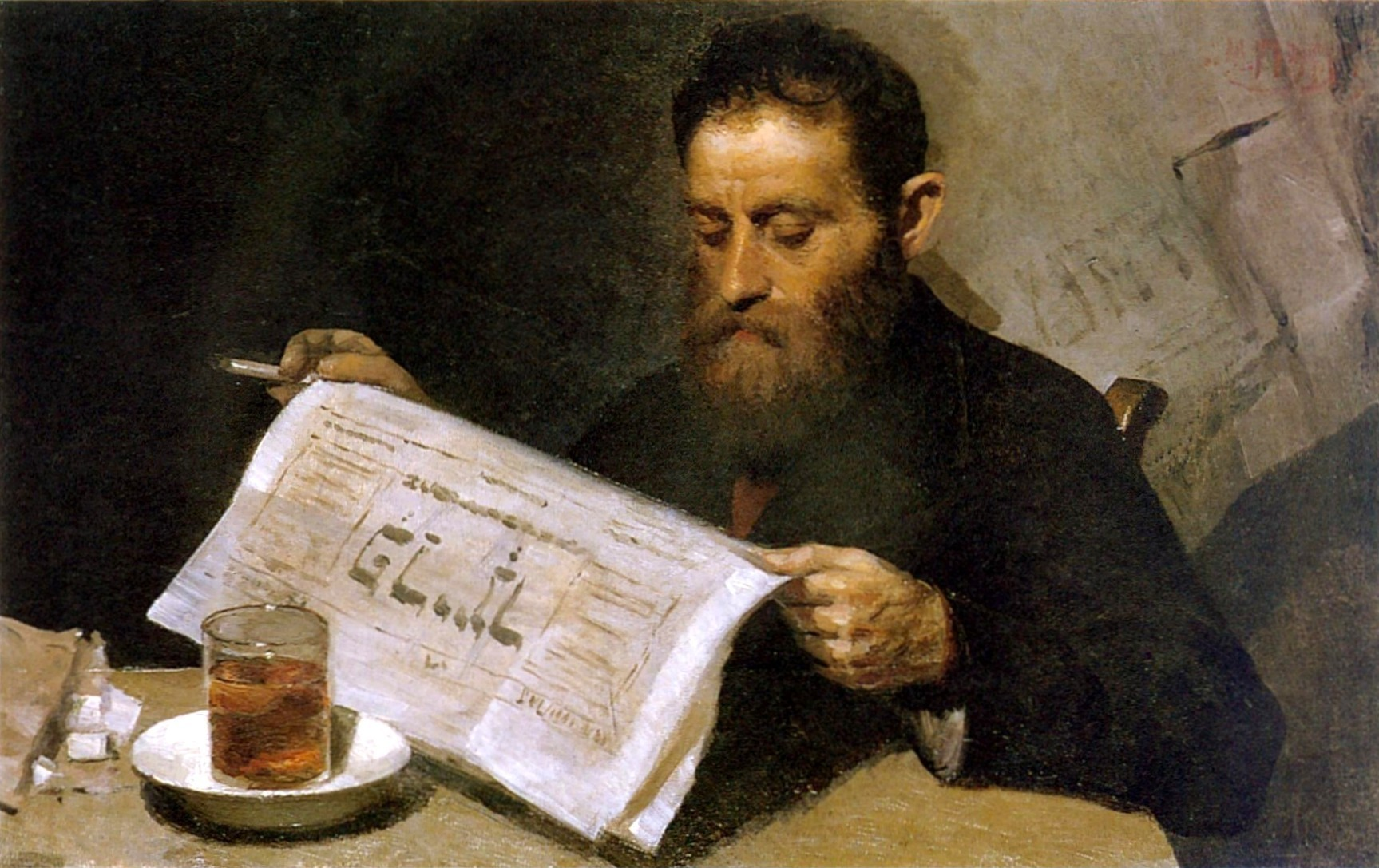
De krant lezen

- Bibliothèque nationale de France: cb131685171 (data)
- Gemeinsame Normdatei: 174370768
- International Standard Name Identifier: 0000 0000 8157 9288
- Library of Congress Control Number: n93030593
- Nationale Bibliotheek van Letland: 000033268
- Nationale Bibliotheek van Tsjechië: js20191060706
- Nationale Bibliotheek van Israël: 987007266437305171
- Système universitaire de documentation: 158513835
- Virtual International Authority File: 77119782
- WorldCat: E39PBJqvWHf8xYtrCkXKyp4Qbd